# Sprout Pharmaceuticals
Sprout Pharmaceuticals és una empresa farmacèutica amb seu a Raleigh, Carolina del Nord, Estats Units. Va 'brotar' "sprouted" de l'empresa Slate Pharmaceuticals el 2011.
Els seus fundadors van ser Cynthia Whitehead i Robert Whitehead
Sprout Pharmaceuticals se centra únicament del tractament de les dones amb el Trastorn del Desig Sexual Hipoactiu Hypoactive Sexual Desire Disorder (HSDD), o amb un baix nivell de desig sexual. Sprout ha perseguit l'aprovació per part de la FDA de la flibanserina, que aquesta empresa va acabar de desenvolupar, per tal de tractar el HSDD en dones premenopàusiques. El 4 de juny de 2015 el consell assessor de la FDA va recomanar que s'aprovés l'ús de la flibanserina, de Sprout Pharmaceuticals, per al tractament de HSDD